# 福爾摩沙衛星七號
福爾摩沙衛星七號（FORMOSAT-7/COSMIC-2，亦簡稱FS-7、FS-7/C-2或FORMOSAT-7），簡稱福衛七號或福七，是臺灣的氣象衛星衛星群。

## 任務概述
「福爾摩沙衛星七號計畫」是一大型的臺美雙邊國際合作計畫，由兩國政府授權執行。本計畫亦為福爾摩沙衛星三號的後續計畫，由中華民國國家太空中心、美國國家海洋暨大氣總署（National Oceanic and Atmospheric Administration, NOAA）共同合作執行。福衛七號由六顆衛星組成，預計於太空中執行五年的科學任務計畫，主要工作是進行全球氣象預報、氣象變遷研究、及電離層動態監測。

### 責任範圍
臺灣
衛星地面系統（衛星星系任務操作系統的建立、發射、初期軌道操作、任務軌道推升控制、在軌任務操作，海外支援地面站指令資料傳輸...等。地面系統含太空中心衛星操控中心、國內外網路系統、與資料下載的地面站）。
美國國家海洋暨大氣總署
負責衛星地面接收站佈署（含關島、達爾文、毛里求斯、科威特、加納、庫亞巴、洪都拉斯、夏威夷、大溪地...等站。其中包括位於臺灣的地面接收站，以利達成平均30分鐘資料更新的任務需求）。

## 任務歷史
原預計於2018年第三季發射，但因為火箭生產排程延後，升空時間延後。
2019年4月1日，依據國家實驗研究院同日發布之新聞稿指出，福衛七號的六顆衛星預計於同年4月15日搭機前往美國，等待後續發射日程到來。
2019年6月13日，國家太空中心副主任余憲政同日表示，因應整合測試作業之故，將延遲發射時間至當地時間6月24日晚上11時30分到6月25日凌晨3時30分之間（臺灣時間6月25日上午11時30分到15時30分之間）。
2019年6月25日，原預定（臺灣時間上午11時30分）發射的福衛七號，因當地發射臺些許問題須排除，再度將其原發射時間再延後三小時，改預計（臺灣時間下午14時30分）發射。當時間到來，福衛七號終於發射成功，於發射後1小時31分23秒釋放第一顆，接著於1小時34分48秒確認第二顆成功釋放（鏡頭外），1小時36分38秒確認第三顆釋放（鏡頭外），1小時39分53秒釋放第四顆，1小時43分18秒確認第五顆釋放成功（鏡頭外），及最後一顆於1小時46分13秒完成釋放。當六枚衛星完全脫離成功後，將暫駐留於720公里高度的軌道上。預計（臺灣時間晚上21時），衛星將首次通過臺灣地面站。同日晚間20時48分（衛星發射後的173分鐘、環繞地球第三圈），臺灣站（台南、中壢接收站）最終陸續地接收到6顆衛星（接收順序分別為#2、#3、#4、#5、#6、#1）所發射的訊號。
2019年7月16日，第一筆「大氣層和電離層剖線資料」傳回。同年7月17日，由科研團隊完成反演算處理，並於後6個月針對「最新掩星訊號接收技術」、「無線電射頻信標儀」、「離子速度儀」作檢測，調整接受環境至最佳化。便於發射後的7個月內，可以正式提供相關電離層和氣象資訊數據，以供相關單位使用與分析。不過應只是前兩顆衛星部軌定位（自720公里高的衛星停留軌道逐漸調整至550公里高的任務軌道）成功，其餘四顆尚在部軌調整中（推估預計19個月的部軌週期完成定位）。
2019年7月22日，完成第一階段任務（各探測儀器之功能健檢），啟動第二階段任務（六枚衛星陸續部軌定位作業），預計2021年2月（計19個月）完成全部衛星部署。定位完成的衛星主要分布在南、北緯50度之間，以監測熱帶地區氣候（熱帶低壓、颱風）變化為主（預估可提高10%的氣象預報準確度）。
2020年3月6日，國研院太空中心表示，同年3月7日與美國同步正式對全球公開（自2019年6月25日至2020年3月6日）所搜集的相關氣象資料，盼能提升全球天氣預報精確性。據統計，至此時已有700多萬筆資料已被運用，使用者遍佈全球31國。
2020年10月，5枚衛星部軌定位完成，抵達任務軌道。
2020年10月21日起至23日止為期3天，國研院太空中心以視訊會議方式召開了「第5屆國際導航衛星掩星觀測研討會」，此乃福衛七號發射近一年又四個月後，首度以福衛七號為主軸之國際研討會。福衛七號合作夥伴美國國家海洋暨大氣總署（NOAA）署長 雅各布斯（Neil Jacobs）以影像與會現場，會中也報告福衛七號發射一年多以來的觀測成果。
- 全球（含美國、歐洲、加拿大）各大氣象作業中心均已證實「福衛七號能有效改進全球天氣預報準確度，尤其對熱帶區域的改善最大，在熱帶地區離地表6公里大氣溫度5天預報誤差的改進達到4%」。
- 掩星觀測優勢，在探測傳統遙測技術較無法觀測到的大氣邊界層特性，邊界層是許多天氣現象發生的區域，為大氣最接近地表的部分，厚度約1至2公里，包含午後熱對流發展、海陸風環流等，與人類活動息息相關。
- 資料極具高解析、不受低雲遮蔽及水氣影響，且儀器的改進，促使福衛七號於近地表的資料量優於前福衛三號，協助研究全球大氣邊界層於季節及地域上之結構變化。且福衛七號的原始資料免校正即可直接使用的特性，可協助確立並追蹤全球暖化的增溫幅度。
- 其電離層掩星資料品質穩定，每日可輸出超過4,000筆資料（重要成果包含成大研究團隊發現的2019年罕見南極平流層驟暖事件）[23]。

2021年1月，福衛七號「GLONASS絕對電子濃度」資料公布。2月，6枚衛星部軌定位，完成抵達各任務軌道佈署。4月，福衛七號「IVM電子濃度」資料公布。
2022年1月，增加大溪地地面接收站（地實戰－使平均觀測到的大氣剖線能在30分鐘內傳輸到氣象局）。4月，增加釋出之太空天氣資料，例：高頻電離層干擾指數、IVM現地量測之電子濃度、離子溫度、速度和GNSS訊號干擾指數。

## 基本資料
- 數量：原定由12顆任務衛星及1顆自主衛星組成一個衛星群（Constellation），後縮減為6顆任務衛星及1顆自主衛星（FORMOSAT-7R）組成一個衛星群[8]。FORMOSAT-7R後另命名為獵風者衛星[24]，並於2023年10月發射升空。
- 星系架構：低傾角、六軌道面（每一軌道面一顆衛星、推估自720公里高度逐步推移軌道至完全均勻分佈於550公里高的軌道面，需時約19個月工作期）[25][26]。
- 重量：每一顆重300公斤。
- 尺寸：100 x 125 x 125立方公分
- 外型：呈長方體型，於單側裝載太陽能板。
- 任務軌道：圓形軌道。第一組高度520－550公里，傾角24度。原預計第二組高度770－800公里，傾角72度（後因美方經費問題，取消第二組發射計劃）[8]。
- 通訊能力：S頻段，上傳速率32kbps，下載速率2Mbps
- 合作廠商：英國SSTL（Surrey Satellite Technology Ltd.）
- 酬載支援：資料容量2Gbits，載重39.4公斤，電力供應95W。

### 酬載儀器
負責單位：美國空軍（U.S. AIR FORCE）。
任務酬載：全球衛星導航系統無線電訊號接收器－TGRS（Tri-GNSS Radio occultation System ）
可同時接收包括「美國─GPS」及「俄國─GLONASS」全球衛星導航系統（GNSS）訊號。使用者可藉由訊號通過大氣層時產生折射，來計算出大氣層氣壓、溫度、濕度的垂直剖面圖。
科學酬載：1.離子速度儀─IVM（Ion Velocity Meter）／2.無線電射頻信標儀─RFB（Radio Frequency Beacon）。
1. 離子速度儀─IVM（Ion Velocity Meter）：可得到衛星軌道上的的離子種類、濃度、速度與溫度。
2. 無線電射頻信標儀─RFB（Radio Frequency Beacon）：可量測電離層閃爍，進而分析得到電離層異常區的分佈。

### 發射系統
委託SpaceX以獵鷹重型運載火箭（Falcon Heavy）進行發射。
國家實驗研究院院長王永和表示，非常關注獵鷹重型火箭的試射是否能夠成功，如果成功發射，我國和美國合作的福衛七號衛星就可望以獵鷹重型火箭發射，送入太空。
福衛七號發射時總共將有25顆衛星一起藉由獵鷹重型火箭進入太空，因此本次獵鷹重型火箭是否能發射成功，全球都非常關注。
當獵鷹重型運載火箭發射成功後重返回收時，兩側副助推器雖成功著陸，但主助推器於海面平台船上降落時因偏移中心點而失敗致撞擊及爆炸。

### 地面系統
美方所發展資料處理系統將安裝在位於中央氣象局的臺灣資料處理中心，由氣象局負責系統監控、資料管理、及使用者服務。太空中心將結合中央氣象局及國內學界能量共同發展一套資料處理系統驗證平台。

## 主要任務
進行全球氣象預報、氣象變遷研究、及電離層動態監測。

## 壽命
設計壽命：5年。

## 外部連結
- 福衛七號計畫介紹 （页面存档备份，存于）
- 「福衛七號」科學小百科 （页面存档备份，存于）
- UCAR COSMIC Program （页面存档备份，存于）
- 發射直播網址 （页面存档备份，存于）
- 福衛7號發射成功！颱風暴雨精準掌握！ （页面存档备份，存于）公共電視 2019-06-27
- 福衛七號系列報導-台灣太空20年 MIT衛星下一步！ （页面存档备份，存于）臺視新聞 2019-08-05
- 氣象先知 對抗極端天氣【福衛七號】_ EP01 （页面存档备份，存于）科普新視界 2020-05-07
- 衛星差點送不出國 台灣團隊驚險解圍【福衛七號】_ EP02 （页面存档备份，存于）科普新視界 2020-05-07
- 致命海嘯危機 福衛七號預警救命【福衛七號】_ EP03 （页面存档备份，存于）科普新視界 2020-05-07